# 陕坝专区
陕坝专区为绥远省的一个专区。

## 历史
1950年3月11日中央人民政府政务院批准成立陕坝专区。辖五原县、临河县、安北县、狼山县（永安县）、米仓县、晏江县及陕坝镇（县级镇）、陕坝市（1950年4月10日改为县级镇）。首任地委书记沈新发，首任专员邢情魁。1950年9月4日陕坝专区更名为绥西专区；12月复称陕坝专区。1952年9月内蒙古分局组织部干部处处长郝平南任陕坝地委书记，李斌三任专员。
1953年9月1日中央人民政府政务院批准《绥西结束县旗并存方案》1953年10月撤晏江县改设为达拉特后旗，撤米仓县改设杭锦后旗，仍归陕坝专区领导。
1954年1月17日，绥远省第一届第三次各界人民代表大会决定，绥远省并入内蒙古自治区；同时决定，撤销陕坝专区，设河套行政区为内蒙古自治区领导下的一级政权，驻地仍在陕坝镇。报请中央人民政府批准。1954年3月6日，中央人民政府政务院《关于绥远省划归内蒙古自治区并撤销绥远省建制的命令》。1954年4月6日，内蒙古自治区党委任命郝平南为中共河套行政区地方委员会书记。1954年4月1日，陕坝军分区改为河套军分区。1954年4月6日，河套行政区人民政府正式成立。1954年7月24日郝平南兼任河套行政区人民政府主席，1956年10月21日何升岫接任行政区主任。
1958年4月22日，国务院第66次会议决定，河套行政区与乌兰察布盟两个旗（乌拉特前旗、乌拉特中后旗）并入巴彦淖尔盟，陕坝镇降为县辖镇，划归杭锦后旗，并成为旗驻地。1958年7月2日在三盛公正式召开庆祝巴彦淖尔盟成立大会，郝平南任盟委书记，达理扎雅亲王任盟长。